# تویوتا ۳۵۳۳
سیارک ۳۵۳۳ (به انگلیسی: 3533 Toyota، نامگذاری:1986UE) سه هزار و پانصد و سی و سومین سیارک کشف شده‌است که در ۳۰ اکتبر ۱۹۸۶ کشف شد.
قدر مطلق سیارک برابر ۱۲٫۸۰ است.